# William Owen James
William Owen James (* 21. Mai 1900 in London; † 15. September 1978 in Wellington) war ein englischer Botaniker und Biochemiker.
James war der Sohn eines Lehrers und studierte ab 1919 Landwirtschaft und Botanik am University College Reading und der Universität London. Ab 1924 befasste er sich in Cambridge mit der Kohlendioxidbilanz bei der Photosynthese. Er setzte das an der Forschungsstation für Pflanzenphysiologie in Rothamsted fort und wurde 1927 promoviert. Danach war er in Oxford, wo er Assistent und 1947 Dozent wurde und sich mit den Alkaloiden der Tollkirsche befasste. 1959 wurde er Professor für Botanik am Imperial College London. 1967 wurde er emeritiert. 1977 zog er nach Neuseeland.
1959 wurde William James zum Mitglied der Leopoldina gewählt. 1960 wurde er auswärtiges Mitglied der Königlich Schwedischen Akademie der Wissenschaften.

## Schriften
- Plant Respiration, Oxford: Clarendon Press 1953
- Cell Respiration, Hodder and Stoughton 1971